# Niendorf (Siemz-Niendorf)
Niendorf – część gminy (Ortsteil) Siemz-Niendorf w Niemczech, w kraju związkowym Meklemburgia-Pomorze Przednie, w powiecie Nordwestmecklenburg, w Związku Gmin Schönberger Land. Do 25 maja 2019 samodzielna gmina.